# 安森 (下萨克森州)
安森是德国下萨克森州的一个市镇。总面积3.43平方公里，总人口1163人，其中男性560人，女性603人（2011年12月31日），人口密度339人/平方公里。